# インパクト (書体)
Impact（インパクト）は、1965年にジェフリー・リー（Geoffrey Lee）がデザインし、イギリスの都市シェフィールドのスティーブンソン・ブレイク社(en:Stephenson Blake)から発売されたサンセリフの欧文書体である。ネオ・グロテスクに分類される。
Windows 98以降のMicrosoft Windows標準搭載フォントとしてよく知られている。2010年代には、インターネット・ミームに使用されることで人気を博した。

## 概要
当時、リーはペンバートンズ広告社のディレクターで、ポスターなどの見出し用に「インパクトを与える」ことを意識してデザインした。大文字の4分の3近くまで達しているエックスハイトと短いアセンダーとディセンダーを持つ。この書体は、本文よりも見出しやディスプレイ用を想定している。
1960年代には、西ドイツの雑誌『Twen』が大きく先駆けたSchmalfette GroteskやCompactaのような凝縮された大胆な「工業的」サンセリフの流行があり、Impactはこの流行に合うよう意図されていた。リーは亡くなる前年の2004年に執筆した文章で、デザインの目標は「与えられたサイズで最大限のエックスハイトで紙にできるだけ多くのインクを乗せること」であり、英国の企業がライセンスを取得して使うには複雑だったこのスタイルのヨーロッパのデザイン（例えば、レタリングの現代アンソロジーシリーズであるLetteraに図解されているSchmalfette Grotesk）に代わる自国の金属活字を提供しようと説明した。リーは、「私たちの多くは、シュマルフェットとしてしか知らないものの活力と色彩に感心し、昔ながらの切り貼りで使っていた。私の知る限りでは金属製はなく、大文字と数字だけだったので、使用は限られていた」と書いている。(シュマルフェット・グロテスクは後にデジタル化され、小文字が追加され、HaettenschweilerとしてEraman Ltd.から発売された) 同時期の他のデザインとしては、Letrasetの顔であるCompacta、Matthew Carterの少し前のPrivate Eyeのマストヘッド（大文字のみだが小文字のある未発売書体がベース）、同じくCarterによる数年後のHelvetica Compressedの写植がある。

## 発表
写植が普及した金属活字時代の終わりに発表されたこの書体は、スティーブンソン・ブレイク社が金属で発表した最後の書体の一つである。
その後、Monotype社がデザイン権を取得し、1980年代から1990年代にかけてWindows用のフォントパッケージの一部として、最終的にマイクロソフトにライセンスされた。
オリジナルのデザインには、語頭と語尾の文字位置を意図した'J'と'r'の広い代替フォームが含まれていたが、これは一般にデジタル化には含まれていないものであった。一般的なデジタル化では、デザインもいくぶん単純化され、オリジナルの金属活字のリリースに見られたiとjのティトルの微妙な面取りやストロークエンドのフレアは省かれている。デジタル化でも残っている特徴はアンパサンドで、これはキャップの高さではなく、エックスハイトの高さだけである。